# Guvernat Dahilija
Ad Dahilija (arabsko الداخلية, latinizirano: Ad-Dāḫilīyah, dob. 'notranjost') je eden od guvernatov (muhafazah) Omana z mestom Nizva kot regionalnim središčem. Prej je bila regija (mintaka). Guvernat je postala 28. oktobra 2011.

## Geografija
Leži notranjosti severnega dela države. Na severu meji na guvernat Južna Batina, na severovzhodu na guvernat Maskat, na vzhodu z Severnim Aš Šarkija, na jugu z guvernatom Vusta, na zahodu z guvernatom Zahira.
Ena glavnih znamenitosti regije je nedavno odkrita Jama Al Huta, ena največjih jam v zalivskih državah.

## Okrožja
Guvernat Dahilija sestavlja osem okrožij (vilajetov):
- Nizva
- Samail
- Bahla
- Adam
- Al Hamra
- Manah
- Izki
- Bidbid